# Vera Glagoleva
Vera Vital'evna Glagoleva (in russo Вера Витальевна Глаголева?; Mosca, 31 gennaio 1956 – Baden-Baden, 16 agosto 2017) è stata un'attrice e regista russa.

## Biografia
Nata e cresciuta a Mosca, Vera Glagoleva fece il suo esordio cinematografico nel 1975, subito dopo aver completato gli studi. Nel corso della sua carriera si è distinta sia in ruoli drammatici che in parti comiche, venendo spesso diretta dal primo marito Rodion Rafailovič Nachapetov. A partire dagli anni novanta cominciò anche a lavorare come regista e tra il 1990 e la morte curò la regia di sette film, tra cui Two Women. Nel 2011 fu nominata artista del popolo.
Dopo il primo matrimonio con Nachapetov, contratto nel 1974 e terminato con il divorzio nel 1988, si risposò con l'imprenditore Kirill Shubsky.
Morì di cancro in Germania nel 2017 all'età di sessantun anni.

## Filmografia parziale

### Regista
- Two Women (Две женщины) (2014)

### Attrice
- Na kraj sveta... (На край света…), regia di Rodion Rafailovič Nachapetov (1975)
- V četverg i bol'še nikogda (В четверг и больше никогда), regia di Anatolij Vasil'evič Ėfros (1977)
- Vyjti zamuž za kapitana (Выйти замуж за капитана), regia di Vitalij Vjačeslavovič Mel'nikov (1985)
- Iskrenne Vaš (Искренне Ваш…), regia di Alla Surikova (1985)
- Zontik dlja novobračnych (Зонтик для новобрачных), regia di Rodion Rafailovič Nachapetov (1986)